# Lake of Tears
I Lake of Tears sono una band svedese, generalmente considerata una band gothic/doom metal. Nonostante ciò, il suono della band si è evoluto considerevolmente nel corso della loro carriera, assumendo influenze da psychedelic rock, progressive metal e death metal.
La band si sciolse nel 2000, per poi riunirsi nel tardo 2003, pubblicando l'album Black Brick Road.

## Formazione
- Daniel Brennare - voce, chitarra (1994–presente)
- Fredrik Jordanius - chitarra (2009–presente)
- Mikael Larsson - basso (1994–presente)
- Johan Oudhuis - batteria (1994–presente)

## Discografia

### Album in studio
- 1994 - Greater Art
- 1995 - Headstones
- 1997 - A Crimson Cosmos
- 1999 - Forever Autumn
- 2002 - The Neonai
- 2004 - Black Brick Road
- 2007 - Moons and Mushrooms
- 2011 - Illwill
- 2021 - Ominous

### Album dal vivo
- 2014 - By The Black Sea - Live

### Raccolte
- 1997 - Lady Rosenred
- 2002 - Sorcerers
- 2004 - Greatest Tears vol. I
- 2004 - Greatest Tears vol. II